# Jennifer Morales
Jennifer Morales Carriera (11 ottobre 1988) è una schermitrice cubana.

## Palmarès
In carriera ha conseguito i seguenti risultati:
- Giochi Panamericani:

Rio de Janeiro 2007: oro nella sciabola a squadre.